# Johann Joachim Bolten
Johann Joachim Bolten (* 12. August 1752 in Hamburg; † 6. April 1835 in Kloddram) war ein deutscher Jurist und Rittergutsbesitzer.
Bolten war ein Sohn des Hamburger Stadtphysikus Joachim Friedrich Bolten und seiner Frau Anna Maria, der Tochter des Kaufmanns Joachim Helwig Sillem. Von den 15 Kindern war er zusammen mit vier Schwestern der einzige Sohn, der seinen Vater überlebte. Er besuchte das Hamburger Johanneum und ab 1770 auch das Akademische Gymnasium. Ab 1772 studierte er Rechtswissenschaften an der Universität Göttingen und wurde am 2. Mai 1775 an der Universität Gießen zum Dr. iur. promoviert.
Er kehrte nach Hamburg zurück und wurde Sekretär des Hamburger Domkapitels und Domherr am Mariendom. 1798 kaufte er das Gut Kloddram (heute Ortsteil von Vellahn) in Mecklenburg und ließ sich hier nieder. Aus seiner Ehe mit Anna Margarethe, geborene Rentzel, stammten seine Söhne, der Jurist und spätere Rostocker Ehrenbürger Carl Alexander Bolten sowie der Hamburger Reeder August Bolten.

## Werke
- Diss. inaug. Positiones juris selectae. Gießen 1775